# Аш-Шейх-Бадр (район)
Аш-Шейх-Бадр (араб. منطقة الشيخ بدر) — район (мінтака) у Сирії, входить до складу провінції Тартус. Адміністративний центр — м. Аш-Шейх-Бадр.
Адміністративно поділяється на 3 нохії:
- Аш-Шейх-Бадр-Центр
- Бруманет-аль-Машейх
- Аль-Камсія

| Сирія | Це незавершена стаття з географії Сирії. Ви можете допомогти проєкту, виправивши або дописавши її. |